# Les Deux Vies du serpent

Les Deux Vies du serpent est un moyen métrage réalisé par Hélier Cisterne, sorti en 2006.

## Distribution
- Vincent Rottiers : Pierre
- Élodie Mennegand : Deborah
- Julie Duclos : La jeune fille bourgeoise
- Olivier Jacquement : L'homme tatoué
- Fredo Baudel : Un cascadeur automobile
- Hugo Cisterne : L'ami de Pierre